# 請假解
請假解（しょうかげ/せいかげ）とは、古代日本において律令制の官人が、所属する官司（本司）に提出した解形式の休暇届。請仮解・請暇解とも表記する。
律令制の官人に対しては仮寧令によって假（休暇）規定が定められており、通常の休暇である常假・別假や法定の特別休暇の他に、五衛府の官人と五位以上は3日、京官の三位以上は5日、五位以上は10日の規定外の臨時休暇を取る事が許されており、その際には所属する官司に休暇届を提出した。また、それ以上の休暇を必要とする場合には天皇への奏聞を経て最大15日まで認められる場合があった。その際に用いられた休暇届が請假解であった。また、身分が低く、常假・別假などが保障されていない下級官人も数ヶ月に1度は請假解を出して休暇を請う場合があった。東大寺の正倉院文書には、写経生の請假解が多数残されており、本人の病気や家族の病気や不幸、衣服の洗濯、氏神の祭祀、田租の納入など様々な理由が付けられている。